# Liste der Kulturdenkmäler in Maxdorf
In der Liste der Kulturdenkmäler in Maxdorf sind alle Kulturdenkmäler der rheinland-pfälzischen Ortsgemeinde Maxdorf aufgeführt. Grundlage ist die Denkmalliste des Landes Rheinland-Pfalz (Stand: 18. Juli 2022).

## Einzeldenkmäler
| Bezeichnung                            | Lage                                                         | Baujahr                                       | Beschreibung | Bild                           |
| -------------------------------------- | ------------------------------------------------------------ | --------------------------------------------- | --- | ------------------------------ |
| Carl-Bosch-Haus                        | Carl-Bosch-Straße 16a und Hüttenmüllerstraße 31 Lage         | 1934 ff.                                      | Feierabendhaus und Schule der BASF-Siedlung; winkelförmige Anlage, Feierabendhaus mit Vorhalle und Uhrtürmchen, 1934 ff.; Brunnen | Fotos hochladen                |
| Kriegerdenkmäler                       | Friedhofstraße, auf dem Friedhof Lage                        | 20. Jahrhundert                               | Friedhof 1902 angelegt (ummauert, Mittelallee) 1956, 1971 und 1981 erweitert, mit zeittypische Grabmäler des ersten Viertels des 20. Jahrhunderts; - Kriegerdenkmal 1866 und 1870/71, Obelisk mit Reichskreuz, 1902; - Kriegerdenkmal 1939–45, Sandsteinskulptur, 1963 von Theobald Hauck, Maxdorf | Fotos hochladen                |
| Hofanlage                              | Hauptstraße 31 Lage                                          | um 1850                                       | Dreiseithof, um 1850; eingeschossiges Wohnhaus, Nebengebäude und Scheune | Fotos hochladen                |
| Katholische Pfarrkirche St. Maximilian | Hauptstraße 75 Lage                                          | 1904/05                                       | Sandsteinquaderbau, neuromanische, neubarocke und Jugendstilmotive, 1904/05, Architekt Fritz Kunst, Karlsruhe; figürliche Fenster, Glasmalereiwerkstatt Georg Brotzler, Speyer | weitere Bilder Fotos hochladen |
| Protestantische Johanneskirche         | Hüttenmüllerstraße 35 Lage                                   | 1950–52                                       | hausartiger Baukomplexe mit Turm, 1950–52; mit Ausstattung; Hochrelief von E. Klonk, Marburg, 1956 | weitere Bilder Fotos hochladen |
| Protestantisches Pfarrhaus             | Lambsheimer Straße 10 Lage                                   | 1914–21                                       | Walmdachbau auf hohem gequadertem Erdgeschoss, 1914–21, Architekt Heinrich Henes, Stuttgart | weitere Bilder Fotos hochladen |
| Protestantische Pfarrkirche            | Lambsheimer Straße 12 Lage                                   | 1914–21                                       | neugotische Sandsteinquaderbasilika mit achteckigen Fassadenturm und Vorhalle, 1914–21, Architekt Heinrich Henes, Stuttgart; mit Ausstattung | weitere Bilder Fotos hochladen |
| Steinkreuz                             | nördlich des Ortes; Distrikt Pfingstberg, Erste Gewanne Lage | Ende des 18. oder Anfang des 19. Jahrhunderts | Steinkreuz, Ende des 18. oder Anfang des 19. Jahrhunderts, zur Erinnerung an die Kämpfe zwischen französischen und kaiserlichen Gruppen 1795 | Fotos hochladen                |

## Ehemalige Kulturdenkmäler
| Bezeichnung | Lage                               | Baujahr | Beschreibung                                                                   | Bild            |
| ----------- | ---------------------------------- | ------- | ------------------------------------------------------------------------------ | --------------- |
| Tor         | Fußgönheimer Straße, an Nr. 1 Lage | 1886    | Neurenaissanceholztor, 1886; Gebäude abgebrochen, Verbleib des Tores unbekannt | Fotos hochladen |